# David Seger
John David Theodor Seger, född 15 juli 1999, är en svensk fotbollsspelare som spelar för CSKA Sofia. Hans bror, Albin och kusin Alexander är också fotbollsspelare.

## Karriär
Som 15-16-åring spelade Seger för IFK Stocksund. Därefter spelade han 2015 ett akademiår i Täby FK. 2016 gick Seger till Jonas Therns akademi i Osby och spelade då för IFK Osby i Division 4. Säsongen 2017 spelade han 25 matcher och gjorde fyra mål för BKV Norrtälje i Division 2.
Inför säsongen 2018 återvände Seger till IFK Stocksund. Han gjorde fem mål på 26 matcher i Division 2 Norra Svealand 2018. I december 2018 värvades Seger av Sollentuna FK. Under säsongen 2019 blev han delad skyttekung i Sollentuna FK med 9 gjorda mål på 27 matcher.
I januari 2020 värvades Seger av Örebro SK, där han skrev på ett treårskontrakt. Seger gjorde allsvensk debut den 17 juni 2020 i en 2–1-vinst över Djurgårdens IF, där han blev inbytt i den 65:e minuten mot Jake Larsson. Den 6 augusti 2020 gjorde han sitt första allsvenska mål när han fastställde slutresultatet till 3-0 i en seger mot Kalmar FF på Guldfågeln Arena. I januari 2023 förlängde Seger sitt kontrakt i Örebro SK med två år.
Den 13 januari 2024 presenterades Seger som ny spelare för Östers IF till och med säsongen 2025.